# Abonnement général (Suisse)

Logo de Abonnement général

L'abonnement général (AG) est un abonnement annuel de transports publics suisse mis en place en 1898 par les Chemins de Fer du Nord-Est de l'époque. Aujourd'hui, il permet de voyager sur presque l'ensemble du réseau de transports publics en Suisse (transports urbains, trains, CarPostal, bateaux) et au Liechtenstein. 
Des abonnements à tarifs réduits sont disponibles pour les jeunes et les seniors. Un abonnement pour les déplacements dans le cadre d'une entreprise. 
La répartition des recettes des abonnements est partagée entre les partenaires de l'abonnement général. Cette répartition est renégociée tous les ans.

## Évolutions
En décembre 2014, un abonnement général du soir est proposé. Il ne rencontre pas son public du fait d'un prix d'abonnement trop élevé.
Depuis le 1er août 2015, l'abonnement général est intégré à la carte SwissPass, un système de billetterie dématérialisée mis en place par les CFF et par l'Union des transports publics (UTP) dont la carte contient deux puces RFID. 
Fin août 2015, les CFF déclarent vouloir revoir l'abonnement général pour ne faire payer que les trajets réellement effectués par les utilisateurs, a posteriori.
Les prix des abonnements généraux ont connu des augmentations au cours des années,,,
,,,,.
| Années et mois du changement de tarif | Prix en franc suisse |
| ------------------------------------- | -------------------- |
| 1985                                  | 2 050                |
| 1991                                  | 2 300                |
| 1999                                  | 2 800                |
| décembre 2001                         | 2 900                |
| décembre 2004                         | 2 990                |
| décembre 2007                         | 3 100                |
| décembre 2010                         | 3 300                |
| décembre 2011                         | 3 350                |
| décembre 2012                         | 3 550                |
| décembre 2014                         | 3 655                |
| décembre 2016                         | 3 860                |
| décembre 2023                         | 3 995                |